# تولگا زنگین
تولگا زنگین (انگلیسی: Tolga Zengin؛ زادهٔ ۱۰ اکتبر ۱۹۸۳) بازیکن فوتبال اهل ترکیه بود.
از باشگاه‌هایی که در آن بازی کرده‌است می‌توان به باشگاه فوتبال بشیکتاش و باشگاه فوتبال ترابزون‌اسپور اشاره کرد.
وی همچنین در تیم‌های ملی فوتبال زیر ۲۱ سال ترکیه و ترکیه بازی کرده‌است.